# Прапор Миргорода
Пра́пор Ми́ргорода — міський стяг Миргорода, затверджений 6 вересня 2001 року рішенням Миргородської міської ради.

## Опис
Прапор складається із прямукутного полотнища із відношенням сторін 1,5:1. 
На синьому полі жовтий рівносторонній лапчатий хрест. Під ним біла восьмикутна зірка (створюється шляхом накладення двох квадратів). Зліва та справа полотнище має жовті поля. Сума площ двох рівних по розмірам жовтих полів дорівнює площі синього поля. 
Кольори символізують: синій — боротьба за свободу, надія. Жовтий — сонце, світло, достаток, доброта, праця, гідність.
Основою для створення прапору став міський герб.